# Page 3 (film)
Pour plus de détails, voir Fiche technique et Distribution.
Page 3 est un film indien réalisé par Madhur Bhandarkar, sorti en Inde le 21 janvier 2005.

## Synopsis
Madhvi Sharma travaille pour la page 3 d’un quotidien de Mumbai. Cette page people relate tous les potins de stars de la jet set. Ce premier travail de journaliste plait beaucoup à Madhvi : elle participe à toutes les fêtes mondaines, connaît toutes les stars et personnalités de Mumbai et est connue de tous. Madhavi partage son appartement avec Pearl Sequiera, une hôtesse de l’air qui n’a d’autre ambition que d’épouser un homme riche et partir aux États-Unis. Une troisième colocataire va les rejoindre : Gayetri Sachdeva, une actrice débutante, qui participe à toutes les soirées mondaines pour se faire connaître du monde du cinéma. Les trois filles deviennent amies mais les choses vont changer rapidement : Pearl Sequiera rencontre un millionnaire et va bientôt se marier et partir pour New York, Gayetri fait une tentative de suicide et Madhvi va bientôt découvrir le vrai visage de toutes ces personnalités de Mumbai.

## Fiche technique
- Titre : Page 3
- Langues : Hindî
- Réalisation : Madhur Bhandarkar
- Scénario : Nina Arora, Madhur Bhandarkar, Sanjeev Dutta et Manoj Tyagi
- Musique : Shamir Tandon
- Production : Lighthouse Entertainment, Sahara One Pictures
- Pays :  Inde
- Durée : 140 min.
- Date de sortie :  Inde : 2005

## Distribution
- Konkona Sen Sharma : Madhvi Sharma
- Atul Kulkarni : Vinayak Mane
- Sandhya Mridul : Pearl Sequiera
- Tara Sharma : Gayetri Sachdeva
- Boman Irani : Deepak Suri
- Bikram Saluda : Rohit Kumar
- Upendra Limaye : Inspecteur Arun Bhosle
- Jai Kalra : Tarun
- Soni Razdan : Anjali Thapar
- Anju Mahendru : Ritu Bajaj

## Autour du film
Page 3 a été sélectionné pour le festival de films de Los Angeles en 2005.

### Récompenses
- National Film Awards 2005
  - Meilleur Film
- Filmfare Awards 2006 :
  - Meilleur scénario pour Nina Arora et Manoj Tyagi